# NGC 5216
NGC 5216 (również PGC 47598 lub UGC 8528) – galaktyka eliptyczna (E), znajdująca się w gwiazdozbiorze Wielkiej Niedźwiedzicy w odległości około 137 milionów lat świetlnych od Ziemi. Została odkryta 19 marca 1790 roku przez Williama Herschela.

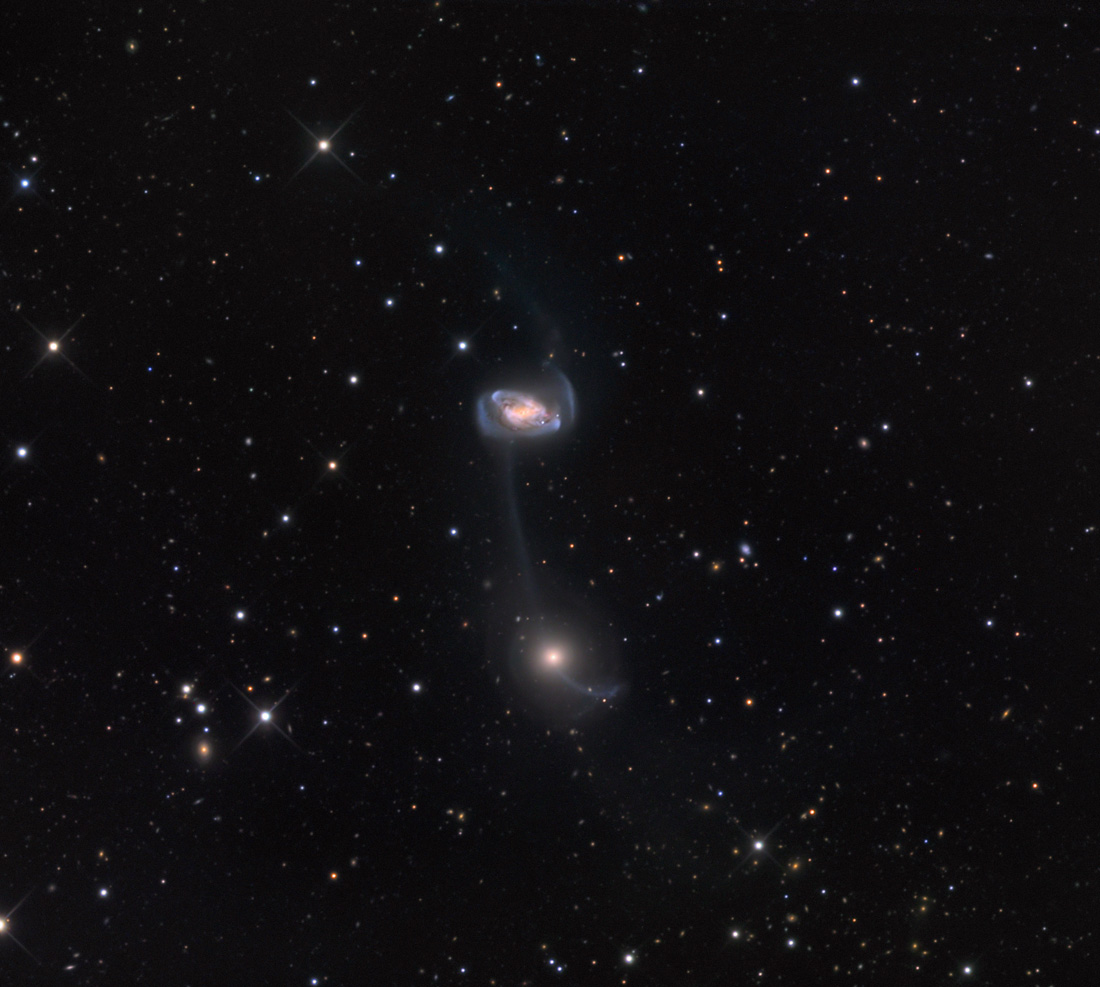
Para Keenana – na dole NGC 5216, u góry NGC 5218 (Mount Lemmon SkyCenter)

Galaktyka jest połączona mostem gwiezdnym z pobliską galaktyką spiralną z poprzeczką NGC 5218, z którą tworzy razem Parę Keenana (Arp 104 w Atlasie Osobliwych Galaktyk). Most ten powstał w wyniku oddziaływania grawitacyjnego między tymi galaktykami. Do największego zbliżenia między nimi doszło około 300 milionów lat temu.